# 3614 Tumilty
3614 Tumilty este un asteroid din centura principală, descoperit pe 12 ianuarie 1983 de Norman Thomas.